# گوک‌خان یاواشر
گوک‌خان یاواشر (انگلیسی: Gökhan Yavaşer؛ زادهٔ ۱ ژانویهٔ ۱۹۷۸) کشتی‌گیر اهل ترکیه است.